# Air France-KLM
Air France-KLM é uma empresa aérea franco-neerlandesa com sede no Aeroporto Internacional Charles de Gaulle, perto de Paris. É a maior companhia aérea do mundo em termos de lucro operacional total, e a terceira (a maior da Europa) em termos de passageiros-quilômetros. A empresa foi criada por um acordo mútuo de fusão entre Air France e KLM em 30 de setembro de 2003.
Investidores privados possuem 81,4% da companhia (37% em propriedade de ex-acionistas da Air France e 21% em propriedade de ex-acionistas da KLM), enquanto o Governo francês possui o restante 18,6%. Como resultado do acordo, a participação do Governo da França na Air France foi reduzida de 54,4% (em Air France) para 44% (em Air France-KLM). Sua participação foi reduzida posteriormente a 25%, a finalmente a 18,6%. Por isso, a fusão teve como resultado a privatização de Air France. Ambas linhas aéreas, Air France e KLM continuam operando seus voos para seus tradicionais destinos inclusive em alguns casos os mesmos destinos, como subsidiárias de Air France-KLM. Esta situação está sujeita a mudanças no futuro.

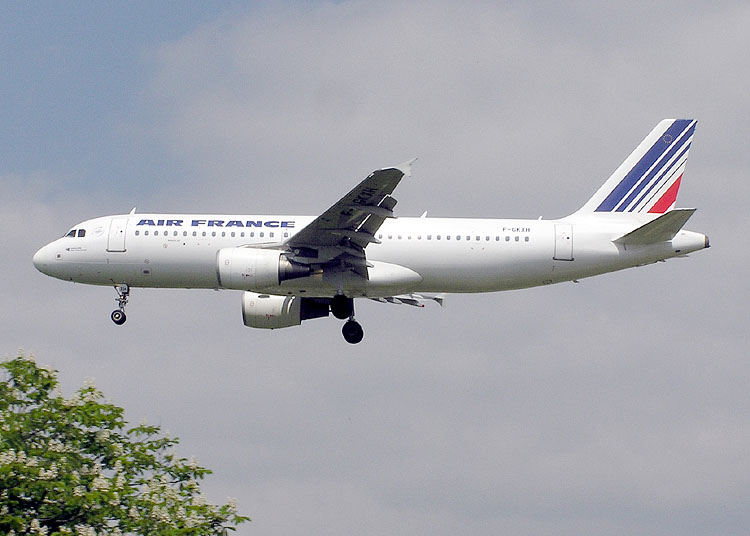
Airbus A320 da Air France

No ano fiscal finalizado em 31 de março de 2005, os resultados operacionais totais de Air France-KLM alcançaram os 19,08 bilhões de euros, com um lucro neto de 351 milhões de euros, um incremento de 20,2% comparado ao ano anterior. Air France-KLM é uma das companhias mais rendáveis da Europa, em marcante contraste com as companhias aéreas norte-americanas, que ainda estão experimentando grandes dificuldades financeiras  depois dos Ataques de 11 de setembro.
Em março de 2005, Air France-KLM estava operando 554 aeronaves. No momento da fusão em setembro de 2003, Air France e KLM em conjunto ofereciam voos a 225 destinos no mundo. No ano que se finalizou em 21 de março de 2003, ambas as companhias transportaram em conjunto 66,3 milhões de passageiros. Air France-KLM é membro da aliança de linhas aéreas SkyTeam.
Em outubro de 2005, Air France Cargo e KLM Cargo, as duas subsidiárias de transporte de cargas do grupo, anunciaram a integração de suas atividades comerciais. A equipe de administração conjunto de cargas opera atualmente dos Países Baixos.
As operações de Air France-KLM se concentram em dois importantes hubs: o Aeroporto Internacional Charles de Gaulle nos arredores de Paris, e o Aeroporto de Schiphol perto de Amsterdã(o).
Air France-KLM também possui 2% das ações da linha aérea Italiana, Alitalia (novembro de 2005). O Governo italiano reduziu sua participação na linha aérea, de 62% para 49%, reduzindo assim seu controle sobre a empresa.

## Frota
A frota de Air France-KLM é composta por (em fevereiro de 2007):

## Subsidiárias
O grupo também possui uma companhia aérea de baixo custo, Transavia, a qual opera de Amsterdã, Roterdã e Eindhoven, e a qual operará do Aeroporto de Orly no futuro. Em associação com sua subsidiária neerlandesa, Transavia.com, Air France está a ponto de lançar uma nova linha aérea subsidiária de voos charter e companhia aérea de baixo custo que operará do Aeroporto de Orly iniciando suas operações durante a primavera de 2007, com serviços na região do Mediterrâneo e África do Norte. Rumora-se que será batizada Air France Soleil e operará aeronaves Boeing 737 que seram transferidos da frota da Transavia. Sabe-se que Transavia possui 40% das ações, com Air France em posse do restante. Air France-KLM também possui 26% da Kenya Airways, adquirida por KLM, antes da fusão, assim como 50% da Martinair.